# Nuoto ai Giochi della XXIV Olimpiade - Staffetta 4x200 metri stile libero maschile

## Record
Prima di questa competizione, il record del mondo (WR) e il record olimpico (OR) erano i seguenti.
|  | 7'13"10 | Peter Sitt, Rainer Henkel, Thomas Fahrner e Michael Gross Germania Ovest | 19 agosto 1987 Strasburgo, Francia      |
|  | 7'15"69 | Mike Heath, David Larson, Jeffrey Float e Bruce Hayes Stati Uniti        | 30 luglio 1984 Los Angeles, Stati Uniti |

Durante l'evento sono stati migliorati i seguenti record:
| Data         | Evento | Atleta                               | Nazione     | Tempo   | Record |
| ------------ | ------ | ------------------------------------ | ----------- | ------- | ------ |
| 21 settembre | Finale | Dalbey, Cetlinski, Gjertsen e Biondi | Stati Uniti | 7'12"51 |        |

## Batterie
Si sono svolte 2 batterie di qualificazione. Le prime 8 squadre si sono qualificate direttamente per la finale.
| Pos | Batteria | Nazione                 | Atleti | >Tempo  | Note |
| --- | -------- | ----------------------- | --- | ------- | ---- |
| 1   | 1        | Germania Est            | Uwe Daßler (1'49"47) Lars Hinneburg (1'49"64) Sven Lodziewski (1'48"87) Thomas Flemming (1'48"63)           | 7'16"61 | Q    |
| 2   | 1        | Stati Uniti             | Craig Oppel (1'51"24) Dan Jorgensen (1'49"24) Matthew Cetlinski (1'48"87) Doug Gjertsen (1'49"41)           | 7'18"76 | Q    |
| 3   | 2        | Germania Ovest          | Peter Sitt (1'50"31) Rainer Henkel (1'49"63) Stefan Pfeiffer (1'50"06) Erik Hochstein (1'49"38)             | 7'19"38 | Q    |
| 4   | 1        | Australia               | Jason Plummer (1'51"44) Ian Brown (1'48"89) Martin Roberts (1'51"31) Tom Stachewicz (1'49.82)               | 7'21"46 | Q    |
| 5   | 1        | Italia                  | Massimo Trevisan (1'50"95) Fabrizio Rampazzo (1'51"47) Valerio Giambalvo (1'50"97) Roberto Gleria (1'48"46) | 7'21"85 | Q    |
| 6   | 2        | Francia                 | Stéphan Caron (1'49"41) Michel Pou (1'51"01) Olivier Fougeroud (1'51"62) Laurent Neuville (1'50"99)         | 7'23"03 | Q    |
| 7   | 2        | Svezia                  | Tommy Werner (1'50"46) Christer Wallin (1'50"38) Henrik Jangvall (1'52"33) Michael Söderlund (1'50"65)      | 7'23"82 | Q    |
| 8   | 2        | Canada                  | Turlough O'Hare (1'51"59) Darren Ward (1'52"27) Donald Haddow (1'51"11) Gary Vandermeulen (1'51"31)         | 7'26"28 | Q    |
| 9   | 1        | Gran Bretagna           | Kevin Boyd (1'52"00) Paul Howe (1'51"58) Jonathan Broughton (1'52"81) Roland Lee (1'53"38)                  | 7'29"77 |      |
| 10  | 2        | Brasile                 | Cristiano Michelena (1'51"38) orge Fernandes (1'53"34) Emanuel Nascimento (1'54"26) Júlio López (1'53"13)   | 7'32"11 |      |
| 11  | 1        | Danimarca               | Franz Mortensen (1'51"21) Claus Christensen (1'52"08) Jan Larsen (1'52"61) Peter Rohde (1'57"41)            | 7'33"31 |      |
| 12  | 1        | Corea del Sud           | Kwon Sang-won (1'57"08) Yang Wook (1'57"29) Song Kwang-sun (1'59"11) Kwon Soon-kun (1'59"45)                | 7'52"93 |      |
| 13  | 1        | Isole Vergini Americane | Hans Foerster (2'01"34) Kraig Singleton (2'05"63) Ronald Pickard (2'07"66) William Cleveland (2'00"88)      | 8'15"51 |      |
| 14  | 2        | Emirati Arabi Uniti     | Ahmad Faraj (2'15"64) Mohamed Abdullah (2'17"64) Bassam Al-Ansari (2'15"41) Mohamed Bin Abid (2'12"34)      | 9'01"03 |      |
| -   | 2        | Messico                 | Ignacio Escamilla Jorge Alarcón Carlos Romo Rodrigo González                                                | SQ      |      |
| -   | 2        | Unione Sovietica        | Sergey Kudryayev Aleksandr Bazhanov Nikolay Yevseyev Aleksej Kuznecov                                       | SQ      |      |

## Finale
| Pos     | Corsia | Nazione        | Atleti | Tempo   | Note |
| ------- | ------ | -------------- | --- | ------- | ---- |
| Oro     | 4      | Stati Uniti    | Troy Dalbey (1'49"37) Matthew Cetlinski (1'48"44) Doug Gjertsen (1'48"26) Matt Biondi (1'46"44)            | 7'12"51 |      |
| Argento | 5      | Germania Est   | Uwe Daßler (1'48"26) Sven Lodziewski (1'48"92) Thomas Flemming (1'48"07) Steffen Zesner (1'48"43)          | 7'13"68 |      |
| Bronzo  | 3      | Germania Ovest | Erik Hochstein (1'49"91) Thomas Fahrner (1'47"75) Rainer Henkel (1'49"42) Michael Gross (1'47"27)          | 7'14"35 |      |
| 4       | 6      | Australia      | Tom Stachewicz (1'48"99) Ian Brown (1'49"05) Jason Plummer (1'49"95) Duncan Armstrong (1'47"24)            | 7'15"23 |      |
| 5       | 2      | Italia         | Roberto Gleria (1'49"23) Giorgio Lamberti (1'47"29) Massimo Trevisan (1'49"66) Valerio Giambalvo (1'49"82) | 7'16"00 |      |
| 6       | 1      | Svezia         | Anders Holmertz (1'48"06) Tommy Werner (1'49"41) Michael Söderlund (1'50"57) Christer Wallin (1'51"06)     | 7'19"10 |      |
| 7       | 7      | Francia        | Michel Pou (1'52"05) Franck Iacono (1'50"04) Olivier Fougeroud (1'52"14) Ludovic Depickère (1'50"46)       | 7'24"69 |      |
| 8       | 8      | Canada         | Turlough O'Hare (1'51"45) Donald Goss (1'51"01) Donald Haddow (1'51"46) Gary Vandermeulen (1'50"99)        | 7'24"91 |      |